# Roadkill (film, 1989)
Pour l’article homonyme, voir Roadkill (téléfilm).
Pour plus de détails, voir Fiche technique et Distribution.
Roadkill est un film canadien réalisé par Bruce McDonald et sorti en 1989.

## Synopsis
- Genre : Comédie dramatique, Film d'aventure, Road movie

## Fiche technique
- Titre complet : Roadkill: Move or Die
- Réalisation : Bruce McDonald
- Scénario : Bruce McDonald d'après une histoire de Don McKellar
- Photographie : Miroslaw Baszak
- Musique : Nash the Slash
- Montage : Mike Munn
- Durée : 80 minutes
- Genre : Road movie
- Dates de sortie: 
  - 16 septembre 1989 ( Canada)
  - 16 février 1990 (Festival international du film de Berlin
  - 8 juin 1994 ( France)

## Distribution
- Valerie Buhagiar : Ramona
- Gerry Quigley : Roy Seth
- Larry Hudson : Buddie
- Bruce McDonald : Bruce Shack
- Shaun Bowring : Mathew
- Don McKellar : Russel, le tueur en série
- Mark Tarantino : Luke

## Récompenses et distinctions
- 1989 : Meilleur film canadien du Festival de Toronto[1]
- Nomination pour le Prix Génie du meilleur second rôle pour Don McKellar
- Nomination pour le prix du meilleur scénario[2]